# Landes océaniques du Sud d'Avalon et de Burin
Localisation
Les landes océaniques du Sud d'Avalon et de Burin sont une écorégion terrestre nord-américaine du type forêts boréales,  taïga du World Wildlife Fund

## Répartition
Les landes océaniques du Sud d'Avalon et de Burin occupent les pointes sud des péninsules d'Avalon et de Burin dans la province de Terre-Neuve-et-Labrador. 

## Climat
La température annuelle moyenne est de 5,5 °C. La température estivale moyenne est de 11,5 °C et le brouillard est fréquent en cette saison.  La température hivernale moyenne est de −1 °C.  Le taux de précipitations annuellement se situe entre 1 200 mm et 1 500 mm.  Cette écorégion est aussi exposée aux embruns marins à longueur d'année. 

## Géomorphologie
Les deux péninsules forment des promontoires s'élevant à 200 m au-dessus du niveau de la mer. Les côtes sont abruptes et rocheuses. À proximité des côtes, le relief est fortement découpé par l'érosion des cours d'eau alors qu'à l'intérieur des terres il est plutôt plat ou ondulant. Les milieux humides occupent plus de 25 % de la superficie de l'écorégion.  

## Caractéristiques biologiques
La couverture végétale des landes océaniques du Sud d'Avalon et de Burin est unique en Amérique du Nord. On retrouve les exemples les plus proches de cet habitat en Islande, dans le nord de l'Écosse et à Spitzberg.  La végétation, dominée par la tourbière haute, est composée d'associations de mousses, de lichens, d'éricacées et de krummholz de sapins baumiers. 
Le caribou et le lagopède des saules sont typiques de cette écorégion.  Les côtes abritent des falaises propices pour la nidification d'oiseaux de mer, notamment le fou de Bassan.  

## Conservation
On estime que 95 % de cette écorégion est toujours intacte.  Le peu de perturbation est surtout occasionné par les quelques communautés côtières isolées.  